# Acer Aspire Timeline

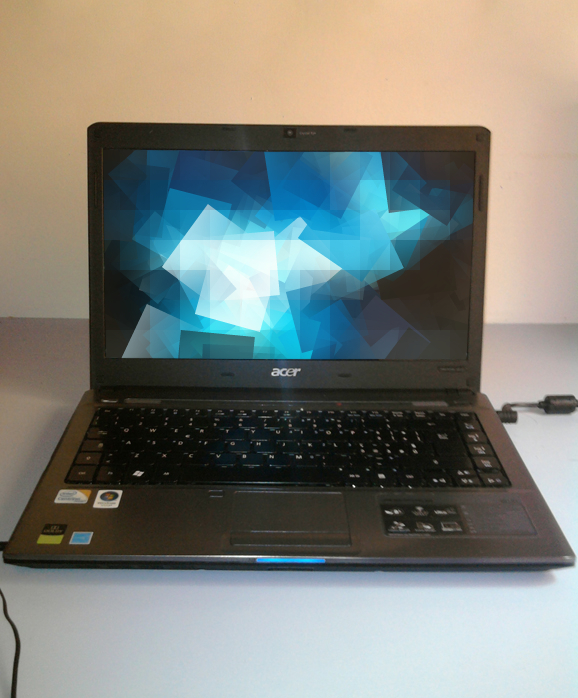
Aspire Timeline 4810T

Aspire Timeline — линейка ноутбуков компании Acer, которые, по заявлению производителя, способны работать свыше 8 часов от одной зарядки. Ноутбуки серии Timeline используют CULV-процессоры производства Intel и технологию Intel's Laminar Wall Jet.

## Aspire Timeline

### Модели линейки
- Aspire 1810T
- Aspire 1810 Olympic Edition
- Aspire 3810T
- Aspire 3011T
- Aspire 4810T
- Aspire 4810 Olympic Edition
- Aspire 5810T

## Aspire TimelineX
В 2010 году Acer представила новую линейку Aspire TimelineX, основанную на процессорах Intel Core. Девяти-ячеечной батареи, по заявлениям производителя, должно хватать на 12 часов работы.

### Модели линейки 2010 года
- Aspire 1830T
- Aspire 3820T
- Aspire 4820T
- Aspire 5820T

В 2011 году произошло обновление линейки Aspire TimelineX, включающее в себя установку новых процессоров Intel® Core™ i, наличием одного порта стандарта USB 3.0 и измененной цветовой гаммой (упор сделан на синий цвет).

### Модели линейки 2011 года
- Aspire 3830T
- Aspire 4830T
- Aspire 5830T[4]

## Награды
Некоторые модели линеек Timeline и TimelineX были удостоены наград международной компьютерной прессы .